# Mimosa rupestris
Mimosa rupestris är en ärtväxtart som beskrevs av George Bentham. Mimosa rupestris ingår i släktet mimosor, och familjen ärtväxter. Inga underarter finns listade i Catalogue of Life.